# Giovanni Reggio
Giovanni Reggio   (Gènova, 12 de desembre de 1888 - Gènova, 22 de desembre de 1971) va ser un regatista italià, vencedor d'una medalla olímpica.
Durant la seva carrera esportiva va prendre part en tres edicions dels Jocs Olímpics d'Estiu. El 1928, a Amsterdam, fou desè en la competició de 6 metres del programa de vela. El 1936, a Berlín, va guanyar la medalla d'or en la competició de 8 metres a bord de l'Italia. La tercera i darrera participació en uns Jocs fou el 1948, a Londres, on fou vuitè en la competició de 6 metres.